# Lucas Raymond
Lucas Raymond (Gothenburg, Suecia, 28 de marzo de 2002) es un jugador profesional sueco de hockey sobre hielo que se desempeña en la posición de extremo izquierdo en Detroit Red Wings, equipo de la National Hockey League (NHL).

## Carrera
Fue seleccionado en la primera ronda en la NHL Entry Draft de 2020. En 2021 hizo su debut profesional con el equipo Detroit Red Wings, donde lleva jugando tres temporadas.